# Canguro fantasma
Il canguro fantasma (nell'originale inglese Phantom Kangaroo) è una creatura leggendaria del folklore statunitense.
Le apparizioni di questi ipotetici marsupiali sono state descritte in numerosi racconti ed hanno arricchito il fantastico mondo folkloristico urbano e rurale di quello che una volta era chiamato il "Selvaggio West" (o Wild West).
Queste entità, descritte il più delle volte come particolarmente ostili, sarebbero alte tra i 3,5 e i 5,5 piedi (= tra 1 e 1,67 metri), con occhi emittenti luce e con la principale caratteristica di scomparire senza lasciare la minima traccia. Quella che da alcuni viene definita un'entità biologica anomala (EBA) è stata incolpata dei numerosi attacchi ad animali domestici, come cani, gatti, conigli e uccelli.

## Avvistamenti
Stando a quanto afferma lo statunitense W. Haden Blackman, un esperto di "mostri" nordamericani, i primi casi dell'apparizione del Phantom Kangaroo risalirebbe addirittura al XIX secolo, e precisamente al 12 giugno del 1899, quando venne avvistato intorno a Richmond, nel Wisconsin.
Parecchi testimoni a Pittsburgh, nel Tennessee del Sud, come il reverendo W. J. Hancock, avrebbero avvistato il canguro fantasma nel gennaio del 1934. Tali avvistamenti sarebbero coincisi con le misteriose uccisioni di cani e di parecchi polli, oltre a causare la perdita di alcune greggi di pecore.
Tra il 1957 e il 1967 il canguro fantasma sarebbe stato avvistato più volte e a più riprese presso la cittadina di Rapids nel Minnesota. Numerosi testimoni riferirono il 18 ottobre del 1974 di aver avvistato numerose volte un canguro fantasma nei pressi di Chicago nell'Illinois. In quel frangente la creatura sarebbe riuscita a scomparire e a far perdere le proprie tracce dopo aver saltato una recinzione, un attimo prima che la polizia, chiamata dai testimoni, potesse bloccarla.
Il giorno dopo sarebbe stato avvistato nel parco della quercia di Belmont, in un faccia a faccia con un ragazzo; dopo essersi scrutati per qualche interminabile attimo, il canguro si dileguò in un battibaleno. Poi il 23 ottobre veniva avvistato presso Schiller-Woods, una località vicina a Chicago, nei pressi del parco di Irving. E il 1º novembre veniva avvistato da un ufficiale della polizia di Plano, una zona ai limiti della città di Chicago. L'ufficiale dichiarava in seguito che tale entità aveva saltato il fianco di una carreggiata che risultava alto oltre 8 metri. L'entità veniva avvistata ancora la notte seguente. Sarebbe poi risultato che l'entità veniva segnalata, mezz'ora dopo l'avvistamento dell'ufficiale della polizia di Plano, a circa 50 miglia di distanza. Il 3 novembre l'entità veniva segnalata da un certo Frank Kocherver in una foresta. Il 4 novembre l'autista di un camion lo osservava insieme a un cervo. Il 6 novembre un altro autista di camion lo vedeva vicino a Lansing. Nel mese di luglio del 1975 un marsupiale veniva avvistato vicino a Decatur. La sig.ra Rosemary Hapwood, la testimone, racconterà che mentre stava viaggiando lungo la strada 128, nei pressi della cittadina di Dalton, vedeva una di queste entità lungo il lato della strada. Tre giorni dopo, parecchi testimoni rimasti nell'anonimato, segnalavano alle autorità di averne visto almeno uno.
Nel 1980 un altro canguro fantasma veniva avvistato più volte nel Golden Gate Park di San Francisco.
Addirittura esisterebbe una foto, a dire il vero piuttosto sfocata, scattata il 24 aprile del 1978, che mostra una strana figura di "slumping", molto somigliante a un canguro, scattata nei pressi di Waukesha nel Wisconsin.

## Possibili spiegazioni
I canguri fantasma potrebbero essere delle apparizioni di fauna selvatica australiana, animali fuggiti da qualche allevamento o da qualche zoo. In qualche caso si potrebbe trattare di trovate pubblicitarie da parte di commercianti locali che usano fotografie dall'Australia.
Un'altra possibile spiegazione, che chiama in causa la Criptozoologia, ricondurrebbe tali apparizioni ad un animale dalle insolite caratteristiche. Molti viaggiatori ed esploratori avrebbero raccontato di un animale simile ad un coniglio, ma molto più grande, lungo tra i 2 e i 3 metri, presente nelle vaste e desolate lande dell'Australia. Infatti nella tradizione orale delle popolazioni aborigene si parla spesso e volentieri di una strana entità chiamata "Kadikamara" o "Gyedarra" dall'aspetto somigliante proprio a un grosso coniglio, che però alcuni paragonerebbero ad un canguro dalla taglia più grande di quello attuale, mentre altri lo raffronterebbero ad un Diprotodon, un marsupiale dal corpo massiccio che visse in Australia fino ad almeno 10.000 anni fa. Altri ancora lo accosterebbero al Procoptodon, un super canguro alto fino a 3 metri: la sua testa, in verità, era molto simile a quella dell'odierno canguro e la bocca era caratterizzata da due grandi incisivi superiori coperti dal caratteristico labbro che hanno i conigli. Un animale del genere in definitiva darebbe l'impressione di un coniglio dalla stazza di un bue.